# Ershou meigui
Èrshǒu méigui (chin. 二手玫瑰; engl. Second Hand Rose) ist eine chinesische Rockband um den Sänger Liáng Lóng 梁龙, der meist in traditionellen Frauenkleidern (Qipao) auftritt. 

## Mitglieder
Die Band besteht derzeit aus 
- Liáng Lóng 梁龙 (Gesang), geboren am 18. Oktober 1977 in Qiqihar,
- Yáo Lán 姚澜 (Gitarre), geboren am 30. Mai 1980 in Peking,
- Lǐ Zìqiáng 李自强 (Bass), geboren am 26. März 1978 in Zhoukoudian,
- Zhāng Yáng 张杨 (Schlagzeug), geboren am 12. Januar 1981 in einem Vorort von Peking, und
- Wú Zékūn 吴泽琨 (traditionelle chinesische Instrumente, v. a. Suona), geboren am 2. August 1978 in einem Dorf bei Peking.

Bei ihrer Gründung im Jahr 2000 in Harbin bestand Èrshǒu méigui aus Liáng Lóng 梁龙 (Gesang), Wáng Yùqí 王钰棋 (Gitarre), Cháng Wēi 常威 (Bass), Zhēn Hǎiyáng 甄海洋 (Bass), Sū Yǒngshēng 苏永生 (traditionelle Instrumente) und Cuī Jǐngshēng 崔景生 (Schlagzeug).
Weitere ehemalige Bandmitglieder sind Hé Yuán 何元 (Sheng), Sūn Quánwǔ 孙全武 (Bass), Zhāng Yuè 张越 (Schlagzeug), Chén Jìn 陈劲 (Bass), Jiǎng Níngzhàn 蒋宁湛 (Bass), Liú Hào 刘皓 (Keyboard), Bèibèi 贝贝 (Schlagzeug), Gāo Fēi 高飞 (Schlagzeug), Yáo Dí 姚迪 (die einzige Frau in der Geschichte der Band; Suona) und Sūn Quán 孙权.

## Musik
Èrshǒu méigui verbindet westliche Rockmusik mit chinesischen Elementen, v. a. chinesischen Instrumenten (Suona und Sheng) sowie traditionellem Sprechgesang aus Nordostchina (èr rén zhuàn 二人转).

## Diskografie
- Cǎi huā 《采花》(2000).
- Èrshǒu méigui 《二手玫瑰》 (Januar 2003).
- Yúlè jiānghú 《娱乐江湖》 (Oktober 2006).
- Coverversionen von Wǎngníngméi 《枉凝眉》 und Hébì xītiān wàn lǐ yáo 《何必西天万里遥》 auf dem Album Nǐ zài hónglóu wǒ zài xīyóu 《你在红楼我在西游》, gemeinsam mit mehreren anderen Rockgruppen.
- Qíngr 《情儿》 (Mai 2009).

## Auftreten in Deutschland
2012 trat sie auf dem TFF Rudolstadt auf.